# Щирицкое
Щирицкое или Ширицкое — обмелевшее озеро в Торошинской волости Псковского района Псковской области. Расположено к северо-востоку от Пскова и к северо-востоку от озера Большое (Крипецкое) у Крыпецкого монастыря.
Площадь — 1,5 км² (151,6 га). Максимальная глубина — 1,4 м, средняя глубина — 0,6 м. Находясь на болоте, у торфоразработок, частично спущено и обмелело. Подъезда нет.
Проточное. Относится к бассейну реки Пскова, притока Великой.
В 5 км к югу расположены деревни Крипецкое-1 и Крипецкое-2.
Тип озера плотвично-окуневый. Массовые виды рыб: щука, плотва, окунь, ерш, карась, красноперка, язь, вьюн.
Для озера характерны: илисто-торфяное дно, сплавины; бывают заморы.